# NGC 6141
NGC 6141 est une galaxie lenticulaire naine située dans la constellation d'Hercule. Sa vitesse par rapport au fond diffus cosmologique est de 9 017 ± 4 km/s, ce qui correspond à une distance de Hubble de 133,0 ± 9,3 Mpc (∼434 millions d'al). NGC 6141 a été découverte par l'astronome français Guillaume Bigourdan en 1886.
NGC 6141 fait partie de l'amas de galaxies Abell 2199.
La base de données Simbad identifie la galaxie PGC 58077 comme étant NGC 6141, mais c'est une erreur, car PGC 58077 est la galaxie NGC 6147.